# (33620) 1999 JC66
1999 JC66 (asteroide 33620) é um asteroide da cintura principal. Possui uma excentricidade de 0.04290790 e uma inclinação de 10.43957º.
Este asteroide foi descoberto no dia 12 de maio de 1999 por LINEAR em Socorro.